# Пава
ОАО «Пава» (до 2005 года «Хлеб Алтая») — бывшая российская компания, зарегистрированная в городе Барнаул. Была одним из крупнейших зернопереработчиков России, в 2015 году запущена процедура банкротства.

## Деятельность компании
Компания специализировалась на производстве муки, главным образом, высшего сорта. Выручка холдинга «Пава» в первом полугодии 2011 года превысила 3 миллиарда рублей, чистая прибыль за тот же период составила свыше 51 миллиона рублей.
Компания основана в 1999 году как «Хлеб Алтая». Первый из комбинатов компании начал работу в Ребрихе в 2001 году. В 2005 году перешла в число публичных: акции были представлены на фондовой бирже РТС и Московской межбанковской валютной бирже. По итогам работы за 2005 год Российский Институт Директоров (РИД) года присвоил компании рейтинг корпоративного управления «В+»[значимость факта?].
Производство продукции осуществлялось на двух мелькомбинатах в Алтайском крае — в районных центрах Ребриха (600 тонн/сутки) и Михайловское (300 тонн/сутки) и в Красноярском крае на Ачинском мелькомбинате (520 тонн/сутки). Годичный объём производства компании в 2011 году — около 240 тысяч тонн пшеничной муки, 23 тысячи тонн ржано-обдирной муки, около 17 тысяч тонн манной крупы, более 4,5 тысяч тонн ячневой и перловой крупы и свыше 170 тысяч тонн комбикормов. Мощность «Зауральского крекер» в городе Щучье Курганской области, (в составе ОАО «Пава» с декабря 2005 года) составляет 6 000 тонн в год.
В 2013-2014 году компания перевела бизнес и персонал в дочерние фирмы, свернув собственное производство. В марте 2015 года ОАО «Пава» была признана Арбитражным судом Республики Алтай банкротом. До 26 августа 2015 года на предприятии было введено конкурсное управление. К этому времени задолженность холдинга перед кредиторами составляла 3,1 млрд рублей при общей стоимости активов 1,7 млрд рублей.  В 2018 году ввиду отсутствия средств и имущества, которые могли быть направлены на погашение долга арбитражный суд Алтайского края решил, что долг в размере 1,4 млрд рублей останется невыплаченным.

## Основные владельцы
Со дня основания основными владельцами были Павел Серафимович Игошин — 45,03 % и Андрей Павлович Игошин — 44,44 %. 10 % акций были размещены во время первичного публичного предложения поровну на ММВБ и РТС в 2005 году.
В 2009 году Павел Игошин вышел из состава акционеров, распределив свои акции между Галиной Балаенковой (своей дочерью и сестрой Андрея) и Ириной Игошиной. Последняя в свою очередь покинула ряды акционеров в 2010 году, а её активы в основном оказались у Андрея, сосредоточившего в своих руках контрольный пакет акций — более 58 %.
В 2011 году Андрей Игошин создал компанию «Кэпитал Солюшн», которая стала акционером ОАО «ПАВА». В 2012 году компания «Кэпитал Салюшн» продана Игошиным компании Reditto Managerment Ltd, базирующейся на Кипре. Часть пакета акций (более 25 %) к 2013 году также принадлежала Галине Балаенковой. В середине 2013 года Павел Игошин, приобретший 26 % акций, вернулся в состав акционеров компании.
В начале 2014 года компания провела делистинг акций с Московской биржи.